# Letov Š-28
Letov Š-28 là một loại máy bay trinh sát của Tiệp Khắc. Do hãng Letov Kbely chế tạo.

## Quốc gia sử dụng
Bulgaria
- Không quân Bulgary[1][2]

 Tiệp Khắc
- Không quân Tiệp Khắc
- An ninh Quốc gia Tiệp Khắc

 Estonia
- Không quân Estonia

 Germany
- Luftwaffe

 Slovakia
- Không quân Slovak
- Không quân Nổi dậy Slovak

## Biến thể
- Š-28 – mẫu thử với động cơ Walter Castor (1 chiếc)
- Š-128 – phiên bản sản xuất với động cơ Bristol Mercury VII do Gnome et Rhone chế tạo (12 chiếc)
- Š-228 – phiên bản cho Estonia với động cơ Bristol Mercury VII do Walter chế tạo (4 chiếc)
  - Š-328F – mẫu thử cho Phần Lan, động cơ 580 hp (433 kW) Bristol Pegasus IIM-2 (1 chiếc).[3]
- Š-328 – phiên bản sản xuất chính. Khoảng 412 chiếc,[3] gồm:
  - Š-328N- tiêm kích đêm.[3]
  - Š-328V – thủy phi cơ kéo bia bay (4 chiếc)[3]
- Š-428 – phiên bản chi viện trực tiếp (1 chiếc)
- Š-528 – mẫu dự định thay thế Š-328, được phát triển năm 1935, động cơ 800 hp (597 kW) Gnome-Rhône Mistral Major (6 chiếc).[4]

## Tính năng kỹ chiến thuật (Š-328 Šmolík)
Đặc điểm tổng quát
- Kíp lái: 2
- Chiều dài: 10,34 m (33 ft 11 in)
- Sải cánh: 13,69 m (44 ft 11 in)
- Chiều cao: 3,38 m (11 ft 1 in)
- Diện tích cánh: 424 sq ft (39,40 m² - 20,4 cánh trên, 19 cánh dưới)
- Trọng lượng rỗng: 1.680 kg (3.704 lb)
- Trọng lượng có tải: 2.750 kg (6.062 lb)
- Động cơ: 1 × Walter-built Bristol Pegasus II.M-2, 485 kW (650 hp)

 Hiệu suất bay 
- Vận tốc cực đại: 280 km/h (0 m), 328 km/h trên độ cao 2000 m. (174 mph (0 m), 204 mph trên độ cao 6561 ft.)
- Vận tốc hành trình: 250 km/h (155 mph)
- Tầm bay: 1.280 km (795 dặm)
- Trần bay: 7.200 m (23.620 ft)

Trang bị vũ khí

- 4× súng máy vz.30 7,92 mm (0.31 inch)
- 500 kg (1,102 lb) bom